# Административно деление на Индия
Индия е разделена административно на 28 щата и 8 съюзни територии (включително една Национална столична територия). Всеки щат има собствено правителство и губернатор. Съюзните територии се администрират от президента, чрез посочен от него представител.
На 5 август 2019 г. правителството на Индия решва да премахне член 370 от Конституцията на Индия, който дава специален статут на северния щат Джаму и Кашмир, и внася законопроект за разделянето му на две съюзни територии – Джаму и Кашмир (съюзна територия) (означен тук с D и H) и Ладакх (неозначен).
Щати:
| 1. Андра Прадеш 2. Аруначал Прадеш 3. Асам 4. Бихар 5. Чхатисгарх 6. Гоа 7. Гуджарат 8. Харяна 9. Химачал Прадеш 10. Телангана 11. Джаркханд 12. Карнатака 13. Керала 14. Мадхя Прадеш | 1. Махаращра 2. Манипур 3. Мегхалая 4. Мизорам 5. Нагаланд 6. Одиша 7. Пенджаб 8. Раджастан 9. Сиким 10. Тамил Наду 11. Трипура 12. Утар Прадеш 13. Утаракханд 14. Западна Бенгалия |  |

Съюзни територии:
1. Андамански и Никобарски острови
2. Чандигарх
3. Дадра и Нагар Хавели и Даман и Диу
4. Джаму и Кашмир (съюзна територия)
5. Лакшадвип
6. Делхи (Национална столична територия)
7. Пондичери
8. Джаму и Кашмир (съюзна територия)
9. Ладакх